# Ley Orgánica del Defensor del Pueblo
La Ley Orgánica 3/1981, de 6 de abril, del Defensor del Pueblo (LODP) es una ley española con rango de ley orgánica que regula la figura del Defensor del Pueblo, su oficina y las relaciones de este con otras administraciones y organismos. Asimismo, regula el control parlamentario al que está sometido.

## Órgano constitucional
El Defensor del Pueblo es una institución regulada constitucionalmente en el artículo 54 del Título I, que lo define como el «alto comisionado de las Cortes Generales» encargado de la «defensa de los derechos comprendidos en este Título, a cuyo efecto podrá supervisar la actividad de la Administración, dando cuenta a las Cortes Generales».

## Estructura
La Ley del Defensor del Pueblo se estructura mediante cuatro títulos:
- El Título I, que regula la figura del Defensor, sus prerrogativas, su elección y cese, así como a los Defensores Adjuntos. También regula parte del control parlamentario que ejercen las Cortes.
- El Título II, que regula el procedimiento mediante el cual el Defensor del Pueblo y el resto del personal de su Oficina puede iniciar una investigación, su ámbito de actuación y la obligaciones de los organismos frente al Defensor. Asimismo, también regula el procedimiento de quejas de los ciudadanos.
- El Título III, que regula las acciones que puede tomar el Defensor una vez finalizada una investigación y parte del control parlamentario de las Cortes Generales.
- El Título IV, que regula los recursos humanos y económicos de los que dispone la institución.

La ley orgánica finaliza con una disposición transitoria que permite al Defensor del Pueblo, a partir de 1986, proponer a las cámaras legislativas posibles reformas al articulado de la ley y una disposición final única, añadida en 2009, que otorga al Defensor el carácter de Mecanismo Nacional de Prevención de la Tortura.

## Contenido

### Título I
El Título I de la ley otorga al Defensor del Pueblo capacidad para proteger los derechos de los ciudadanos regulados en el Título I de la Constitución. Asimismo, establece que son las Cortes Generales las encargadas de nombrar al Defensor, previa propuesta de la Comisión Mixta de Relaciones con el Defensor del Pueblo —quien también lo fiscaliza—.
La Comisión Mixta se encarga de proponer un candidato que debe ser posteriormente aprobado por las tres quintas partes de los plenos de ambas cámaras legislativas. De no alcanzarse tales mayorías, la comisión volvería a proponer al mismo u otros candidatos, quien será elegido Defensor si consigue el apoyo de las tres quintas partes del Congreso de los Diputados y la mayoría absoluta del Senado de España. El Defensor del Pueblo es finalmente nombrado conjuntamente por el presidente del Congreso y el presidente del Senado.
Para ser Defensor del Pueblo la ley exige que sea «cualquier español mayor de edad que se encuentre en el pleno disfrute de sus derechos civiles y políticos».
En cuanto a su cese, el título establece que cesa en cinco casos: renuncia, término de su mandato —cinco años—, muerte o incapacidad sobrevenida, por actuar con notoria negligencia en el cumplimiento de las obligaciones y deberes del cargo o por haber sido condenado, mediante sentencia firme, por delito doloso. En caso de cese, sus adjuntos, por orden, los sustituyen hasta la elección de un nuevo Defensor.
Este título también permite al Defensor nombrar y separar a sus dos adjuntos —Primero y Segundo—, para lo que necesita la conformidad previa de la Comisión Mixta. Los adjuntos poseen los mismos requisitos que el Defensor y las mismas prerrogativas e incompatibilidades.

#### Prerrogativas
El Título I también regula una serie de prerrogativas que posee el defensor y sus adjuntos:
- Independencia, no estando sujeto a mandato imperativo alguno y no pudiendo recibir instrucciones de ninguna Autoridad.
- Inviolabilidad. No podrá ser detenido, expedientado, multado, perseguido o juzgado en razón a las opiniones que formule o a los actos que realice en el ejercicio de las competencias propias de su cargo.
- Aforamiento. En las demás casos, y mientras permanezca en el ejercicio de sus funciones, el Defensor del Pueblo no podrá ser detenido ni retenido sino en caso de flagrante delito, correspondiendo la decisión sobre su inculpación, prisión, procesamiento y juicio exclusivamente a la Sala de lo Penal del Tribunal Supremo.

#### Incompatibilidades
La condición de Defensor del Pueblo es incompatible con:
1. Todo mandato representativo.
2. Todo cargo político o actividad de propaganda política.
3. Con la permanencia en el servicio activo de cualquier Administración pública.
4. Con la afiliación a un partido político o el desempeño de funciones directivas en un partido político o en un sindicato, asociación o fundación, y con el empleo al servicio de los mismos.
5. Con el ejercicio de las carreras judicial y fiscal.
6. Con cualquier actividad profesional, liberal, mercantil o laboral

### Título II
En cuanto al procedimiento mediante el cual el Defensor del Pueblo ejerce sus funciones constitucionales, el Título II establece que las investigaciones las puede iniciar de oficio o a instancia de parte. Puede dirigirse contra cualquier Administración Pública —civil o militar— y sus organismos, coordinándose con el defensor regional si fuere una administración autonómica. Para poder solicitar una investigación a instancia de parte, ésta ha de ser una persona física o jurídica sin importar su «nacionalidad, residencia, sexo, minoría de edad, la incapacidad legal del sujeto, el internamiento en un centro penitenciario o de reclusión o, en general, cualquier relación especial de sujeción o dependencia de una Administración o Poder público». También pueden solicitar la intervención del Defensor cualquier diputado o senador, las comisiones parlamentarias relacionadas con la defensa de algún derecho y la Comisión Mixta de Relaciones con el Defensor del Pueblo.
Los estados de excepción o de sitio no interrumpen la actividad del Defensor del Pueblo, ni el derecho de los ciudadanos de acceder al mismo.
Las quejas presentadas ante el Defensor son gratuitas y deben presentarse en el plazo de 1 año desde que se conocieron los hechos de la misma. Las comunicaciones con el defensor del pueblo no pueden censurarse de ninguna forma ni ser interferidas ni escuchadas. Existe la excepción de las quejas frente al funcionamiento de la Administración de Justicia, pues el Defensor deberá dirigirlas al Ministerio Fiscal para que éste investigue su realidad y adopte las medidas oportunas con arreglo a la ley, o bien dé traslado de las mismas al Consejo General del Poder Judicial.
Asimismo, este título establece la obligación de todos los organismos frente a los que el Defensor se dirija, de auxiliarlo con carácter preferente y urgente. Igualmente, deben permitir la investigación en persona del defensor o su personal, incluyendo la revisión de documentos y las entrevistas con el personal. En cuanto a la información clasificada, se le debe ser entregada para su examen y, de no hacerlo, el Defensor debe solicitarla por conducto de la Comisión Mixta de Relaciones con el Defensor del Pueblo.

### Título III
El Defensor del Pueblo no tiene autoridad para modificar o anular resoluciones y actos de las administraciones, aunque puede sugerir al órgano competente la modificación de los criterios de producción o la modificación del acto o resolución. Si esto afecta a servicios prestados por particulares, el Defensor puede solicitar a la autoridad administrativa que ejerza sus facultades de inspección y sanción. Asimismo, el Defensor puede formular a las autoridades y funcionarios de las Administraciones Públicas advertencias, recomendaciones, recordatorios de sus deberes legales y sugerencias para la adopción de nuevas medidas. En todos los casos, las autoridades y los funcionarios vendrán obligados a responder por escrito en término no superior al de un mes.
En cuanto a la parte que solicitó su intervención, el Defensor del Pueblo informará al interesado del resultado de sus investigaciones y gestión así como de la respuesta que hubiese dado la Administración o funcionario implicados, salvo en el caso de que éstas, por su naturaleza, fuesen consideradas corno de carácter reservado o declaradas secretas. Si la parte fuere un miembro de alguna de las cámaras o una comisión, el Defensor del Pueblo informará al parlamentario o Comisión competente que lo hubiese solicitado y al término de sus investigaciones, de los resultados alcanzados. Igualmente, cuando decida no intervenir informará razonando su desestimación.
Otro aspecto que regula este título es el control parlamentario. El Defensor del Pueblo tiene el deber de informar anualmente a las cámaras legislativas, pudiendo también presentar informes extraordinarios en caso de que las cámaras estuvieren fuera de los periodos de sesiones. Los informes tienen siempre carácter público. El informe debe incluir todas las investigaciones y quejas, así como el resultado de las mismas.

#### Recurso de inconstitucionalidad
El Defensor del Pueblo está legitimado para interponer los recursos de inconstitucionalidad y de amparo, de acuerdo con lo dispuesto en la Constitución y en la Ley Orgánica del Tribunal Constitucional.

### Título IV
El último título de la ley orgánica se dedica al personal y a los medios económicos de la Oficina del Defensor del Pueblo. En cuanto al primer aspecto, el Defensor del Pueblo puede designar libremente los asesores necesarios para el ejercicio de sus funciones, de acuerdo con el Reglamento y dentro de los límites presupuestarios; considerándose empleados al servicios de las Cortes. Tanto los asesores como los defensores adjuntos cesan cuando cesa el Defensor del Pueblo.
En cuanto al aspecto económico, son las Cortes Generales las encargadas de financiar las actividades de la defensoría a través de los Presupuestos de las Cortes.

## Reformas
Desde su aprobación y publicación en 1981, la Ley Orgánica del Defensor del Pueblo se ha reformado en tres ocasiones:

### 1992
La primera reforma ocurrió en 1992. Esta reforma se llevó a cabo para reformar el control parlamentario del Defensor. Hasta 1992, tanto el Congreso de los Diputados como el Senado poseían su propia comisión encargada del control y de las relaciones con el Defensor del Pueblo. Esto, a juicio del legislador, provocaba deficiencias a la hora de entablar dichas relaciones, pues lo común eran el control independiente. Para acabar con este problema, la reforma de 1992 creó la Comisión Mixta de Relaciones con el Defensor del Pueblo formada por diputados y senadores cuyas sesiones son todas conjuntas.

### 1995
La siguiente reforma se llevó a cabo con la aprobación del Código Penal de 1995. Esta reforma eliminó la sanción penal prevista en el artículo 24.2 de la LODP que preveía un delito de desobediencia para aquellos funcionarios que obstaculizaren las investigaciones del Defensor del Pueblo mediante la negativa o negligencia en el envío de los informes que éste solicitare, o en facilitar su acceso a expedientes o documentación administrativa necesaria para la investigación, incurrirá en el delito de desobediencia. Este precepto se incluye actualmente como delito en el artículo 502.2 del Código Penal.

### 2009
La última de las reformas se llevó a cabo en el año 2009. Con motivo de la adhesión de España al Protocolo Facultativo de 2006 de la Convención de Naciones Unidas contra la Tortura y otros Tratos o Penas Crueles, Inhumanos o Degradantes, las Cortes Generales decidieron, a finales de 2009, atribuir la condición de Mecanismo Nacional de Prevención de la Tortura (MNP) de España al Defensor del Pueblo, a través de la Ley Orgánica 1/2009, de 3 de noviembre, que introduce una disposición final única en la Ley Orgánica del Defensor del Pueblo. Esta Institución ya había desarrollado desde el inicio de sus actividades de defensa y protección de los Derechos Fundamentales labores de prevención de la tortura.